# Unbroken (Band)
Unbroken war eine US-amerikanische Hardcore-Punk-Band aus San Diego, Kalifornien, die Anfang bis Mitte der 1990er Jahre existierte. In einem Video-Interview für eine DVD auf Indecision Records sagte ihr Bassist Rob Moran, dass der Name Unbroken gewählt wurde, um ihre Zugehörigkeit zur Straight-Edge-Bewegung hervorzuheben.
Nach der Auflösung beteiligten sich einige Mitglieder an neuen Bands wie Kill Holiday (Steven Miller), Swing Kids (Eric Allen), Over My Dead Body, Some Girls (Rob Moran), Johnny Angel und Stabbed by Words (Dave Claibourn).
2009 spielte die Band drei Reunion-Shows in Chicago, Pomona und Seattle. 2010 gab es die vorerst einzige Reunion-Show auf europäischem Boden in London.

## Stil und Rezeption
Der Sound der Band war sehr einflussreich für die Weiterentwicklung des Newschool-Sounds in eine metallischere Richtung. Viele sehen die Band als maßgeblich an der Entwicklung des Metalcore beteiligt an. Vor allem ihre unterschwellig melodische Gitarrenarbeit kann als wegweisend für spätere Bands wie Shai Hulud oder Morning Again gelten. Inhaltlich bewegte sich die Band zwischen politischen bzw. gesellschaftskritischen und auf persönlicher Ebene verzweifelt nihilistischen, selbstzerstörerischen Inhalten. Letzteres gipfelte im Suizid ihres Gitarristen Eric Allen einige Jahre nach der Auflösung ihrer Band (vgl. Text des Songs Razor).

## Diskografie

### EPs und Singles
- 1992: You Won’t Be Back (7″, New Age Records NAR 12)
- 1994: Final Expression / Set Up – Split mit Groundwork (7″, Bloodlink Records BLOOD 004)
- 1994: Split mit Abhinanda (7″, Trust No One Recordings TRUSTNO 06)
- 1994: And/Fall on Proverb (7″, 31G #01)
- 1995: Circa ’77 (7″, New Age Records NAR 29)

### Alben
- 1993: Ritual (New Age Records NAR 16)
- 1994: Life. Love. Regret. (New Age Records NAR 22)

### Kompilationen
- 2000: It's Getting Tougher to Say the Right Things (Zusammenstellung der EPs und Singles) (Indecision Records IND 24)
- 2003: The Death of True Spirit (Beide Alben remastered auf einer CD) (Indecision Records IND 58)

### DVDs
- 2002: Indecision Video Vault Volume 1 (Indecision Records)